# Muskoxita
La muskoxita és un mineral de la classe dels òxids, que pertany al grup de la hidrotalcita. Va ser descoberta l'any 1969 a la intrusió Muskox, riu Coppermine (Nunavut, Canadà), indret del qual n'agafa el nom. Es tracta de l'únic indret o ha estat trobada aquesta espècie mineral.

## Característiques
La muskoxita és un òxid de fórmula química Mg₇Fe3+
4(OH)₂₆·H₂O. Cristal·litza en el sistema trigonal en cristalls hexagonals de fins a 0.25 mm que són molt prims en {0001}, en agregats divergents reticulars, i també com a cristalls entrecrescuts que simulen cristalls trigonals de major mida; també com a fibres entrecreuades, grans anhèdrics i pols fina. La seva duresa a l'escala de Mohs és 3.
Segons la classificació de Nickel-Strunz, la muskoxita pertany a «04.FL: Hidròxids (sense V o U), amb H2O+-(OH); làmines d'octaedres que comparetixen angles» juntament amb els següents minerals: trebeurdenita, woodallita, iowaita, jamborita, meixnerita, fougerita, hidrocalumita, kuzelita, aurorita, calcofanita, ernienickelita, jianshuiïta, woodruffita, asbolana, buserita, rancieïta, takanelita, birnessita, cianciul·liïta, jensenita, leisingita, akdalaïta, cafetita, mourita i deloryita.

## Formació
La muskoxita va ser trobada en vetes de serpentinita d'un complex ultramafic de capes a prop del riu Coppermine, a Nunavut (Canadà). Va ser trobada associada als següents minerals: lizardita i coalingita. També ha estat descrita al dipòsit de Cu-Ni-PGE de Huangshandong, al districte de Yizhou (prefectura de Hami, Xina). Aquests dos indrets són els únics de tot el planeta on ha estat descrita aquesta espècie mineral.